# Mondonville
Cet article possède un paronyme, voir Mondeville.
Pour les articles homonymes, voir Mondonville (homonymie).
Mondonville est une commune française située dans le nord du département de la Haute-Garonne, en région Occitanie.
Sur le plan historique et culturel, la commune est dans le Pays toulousain, qui s’étend autour de Toulouse le long de la vallée de la Garonne, bordé à l’ouest par les coteaux du Savès, à l’est par ceux du Lauragais et au sud par ceux de la vallée de l’ Ariège et du Volvestre. Exposée à un climat océanique altéré, elle est drainée par le ruisseau du Panariol et par divers autres petits cours d'eau. La commune possède un patrimoine naturel remarquable composé de deux zones naturelles d'intérêt écologique, faunistique et floristique.
Mondonville est une commune urbaine qui compte 6 003 habitants en 2022, après avoir connu une forte hausse de la population depuis 1962. Elle appartient à l'unité urbaine de Toulouse et fait partie de l'aire d'attraction de Toulouse. Ses habitants sont appelés les Mondonvillois ou  Mondonvilloises.

## Géographie

### Localisation
La commune de Mondonville se trouve dans le département de la Haute-Garonne, en région Occitanie.
Elle se situe à 15 km à vol d'oiseau de Toulouse, préfecture du département, et à 9 km de Blagnac, bureau centralisateur du canton de Blagnac dont dépend la commune depuis 2015 pour les élections départementales.
La commune fait en outre partie du bassin de vie de Toulouse.
Les communes les plus proches sont : 
Daux (2,9 km), Aussonne (3,0 km), Cornebarrieu (4,0 km), Montaigut-sur-Save (5,1 km), Merville (5,7 km), Saint-Paul-sur-Save (5,8 km), Seilh (5,9 km), Pibrac (6,0 km).
Sur le plan historique et culturel, Mondonville fait partie du pays toulousain, une ceinture de plaines fertiles entrecoupées de bosquets d'arbres, aux molles collines semées de fermes en briques roses, inéluctablement grignotée par l'urbanisme des banlieues.

### Communes limitrophes
Mondonville est limitrophe de six autres communes, dont deux par un quinquepoint.
Les communes limitrophes sont Daux, Aussonne, Cornebarrieu, Pibrac, Lévignac et Montaigut-sur-Save.
| Daux                                              |             | Aussonne     |
|                                                   | Mondonville | Cornebarrieu |
| Montaigut-sur-Save, Lévignac, par un quinquepoint | Pibrac      |              |

### Géologie et relief
La superficie de la commune est de 1 189 hectares ; son altitude varie de 145  à   193 mètres.

### Hydrographie

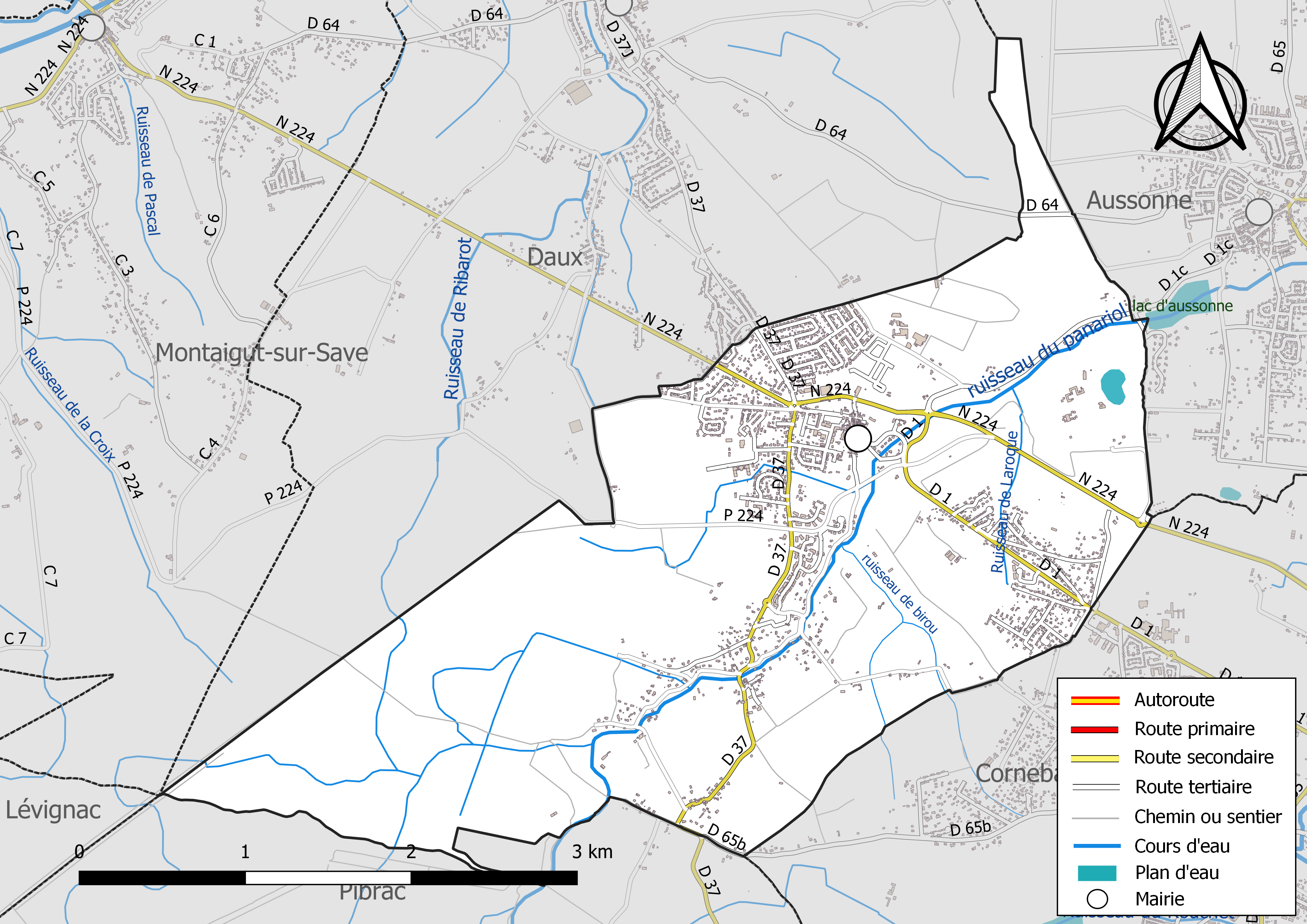
Réseaux hydrographique et routier de Mondonville.

La commune est dans le bassin de la Garonne, au sein du bassin hydrographique Adour-Garonne. Elle est drainée par le ruisseau du Panariol, le ruisseau de Laroque et par divers petits cours d'eau, constituant un réseau hydrographique de 16 km de longueur totale,.
Le ruisseau du Panariol, d'une longueur totale de 14,24 km, prend sa source dans la commune de Lasserre-Pradère et s'écoule du sud-ouest vers le nord-est. Il traverse la commune et se jette dans l'Aussonnelle à Aussonne, après avoir traversé 4 communes.

### Climat
Pour des articles plus généraux, voir Climat de l'Occitanie et Climat de la Haute-Garonne.
En 2010, le climat de la commune est de type climat du Bassin du Sud-Ouest, selon une étude s'appuyant sur une série de données couvrant la période 1971-2000. En 2020, Météo-France publie une typologie des climats de la France métropolitaine dans laquelle la commune est exposée à un climat océanique altéré et est dans la région climatique Aquitaine, Gascogne, caractérisée par une pluviométrie abondante au printemps, modérée en automne, un faible ensoleillement au printemps, un été chaud (19,5 °C), des vents faibles, des brouillards fréquents en automne et en hiver et des orages fréquents en été (15 à 20 jours).
Pour la période 1971-2000, la température annuelle moyenne est de 13,3 °C, avec une amplitude thermique annuelle de 16,1 °C. Le cumul annuel moyen de précipitations est de 693 mm, avec 9,7 jours de précipitations en janvier et 5,6 jours en juillet. Pour la période 1991-2020, la température moyenne annuelle observée sur la station météorologique la plus proche, située sur la commune de Blagnac à 9 km à vol d'oiseau, est de 14,2 °C et le cumul annuel moyen de précipitations est de 627,0 mm,. Pour l'avenir, les paramètres climatiques de la commune estimés pour 2050 selon différents scénarios d'émission de gaz à effet de serre sont consultables sur un site dédié publié par Météo-France en novembre 2022.

### Milieux naturels et biodiversité

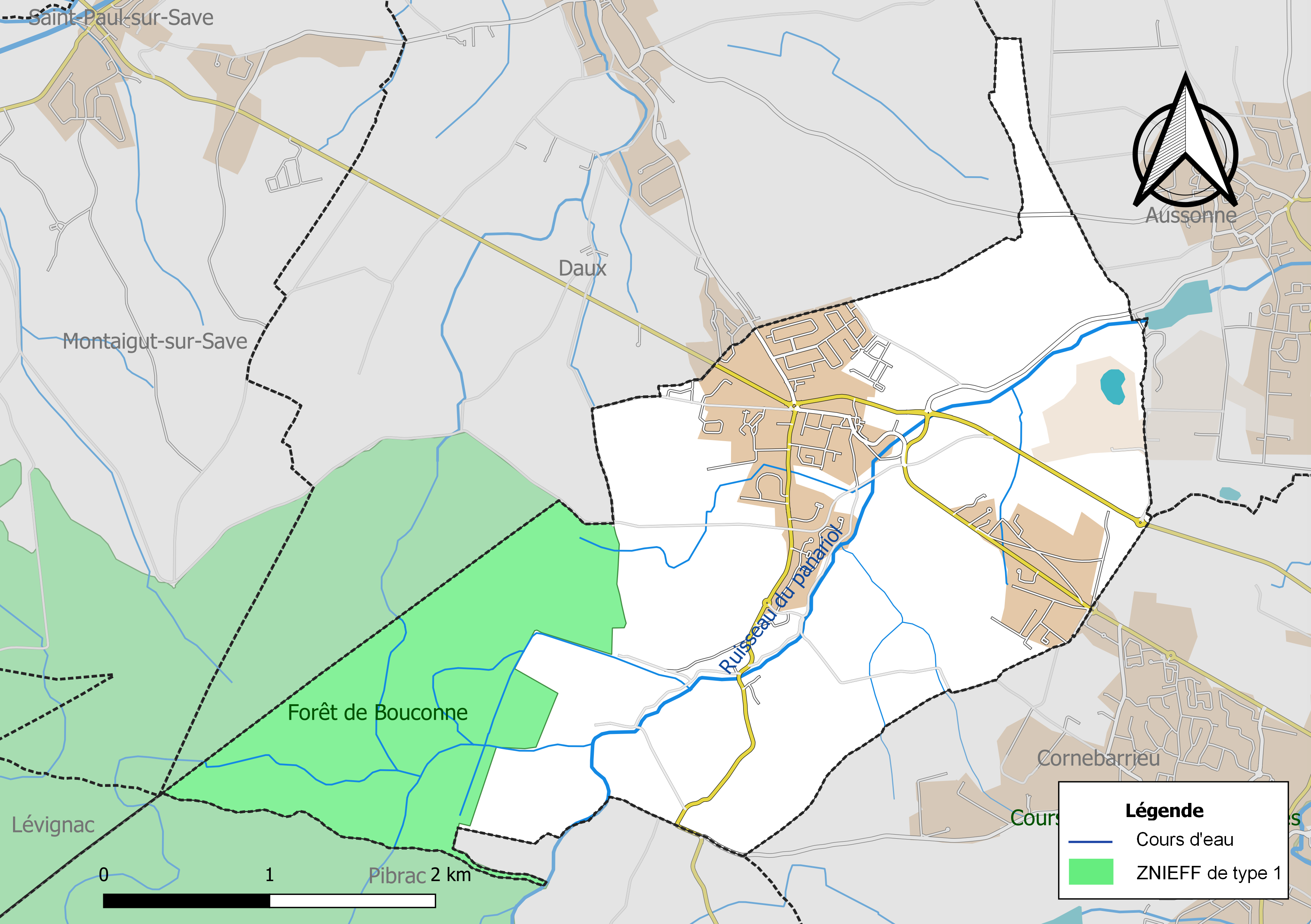
Carte de la ZNIEFF de type 1 localisée sur la commune.

L’inventaire des zones naturelles d'intérêt écologique, faunistique et floristique (ZNIEFF) a pour objectif de réaliser une couverture des zones les plus intéressantes sur le plan écologique, essentiellement dans la perspective d’améliorer la connaissance du patrimoine naturel national et de fournir aux différents décideurs un outil d’aide à la prise en compte de l’environnement dans l’aménagement du territoire.
Une ZNIEFF de type 1 est recensée sur la commune :
la « forêt de Bouconne » (2 868 ha), couvrant 10 communes dont neuf dans la Haute-Garonne et une dans le Gers et une ZNIEFF de type 2, : 
les « terrasses de Bouconne et du Courbet » (2 088 ha), couvrant 5 communes du département.

## Urbanisme

### Typologie
Au 1er janvier 2024, Mondonville est catégorisée ceinture urbaine, selon la nouvelle grille communale de densité à sept niveaux définie par l'Insee en 2022.
Elle appartient à l'unité urbaine de Toulouse, une agglomération inter-départementale regroupant 81  communes, dont elle est une commune de la banlieue,,. Par ailleurs la commune fait partie de l'aire d'attraction de Toulouse, dont elle est une commune de la couronne,. Cette aire, qui regroupe 527 communes, est catégorisée dans les aires de 700 000 habitants ou plus (hors Paris),.

### Occupation des sols

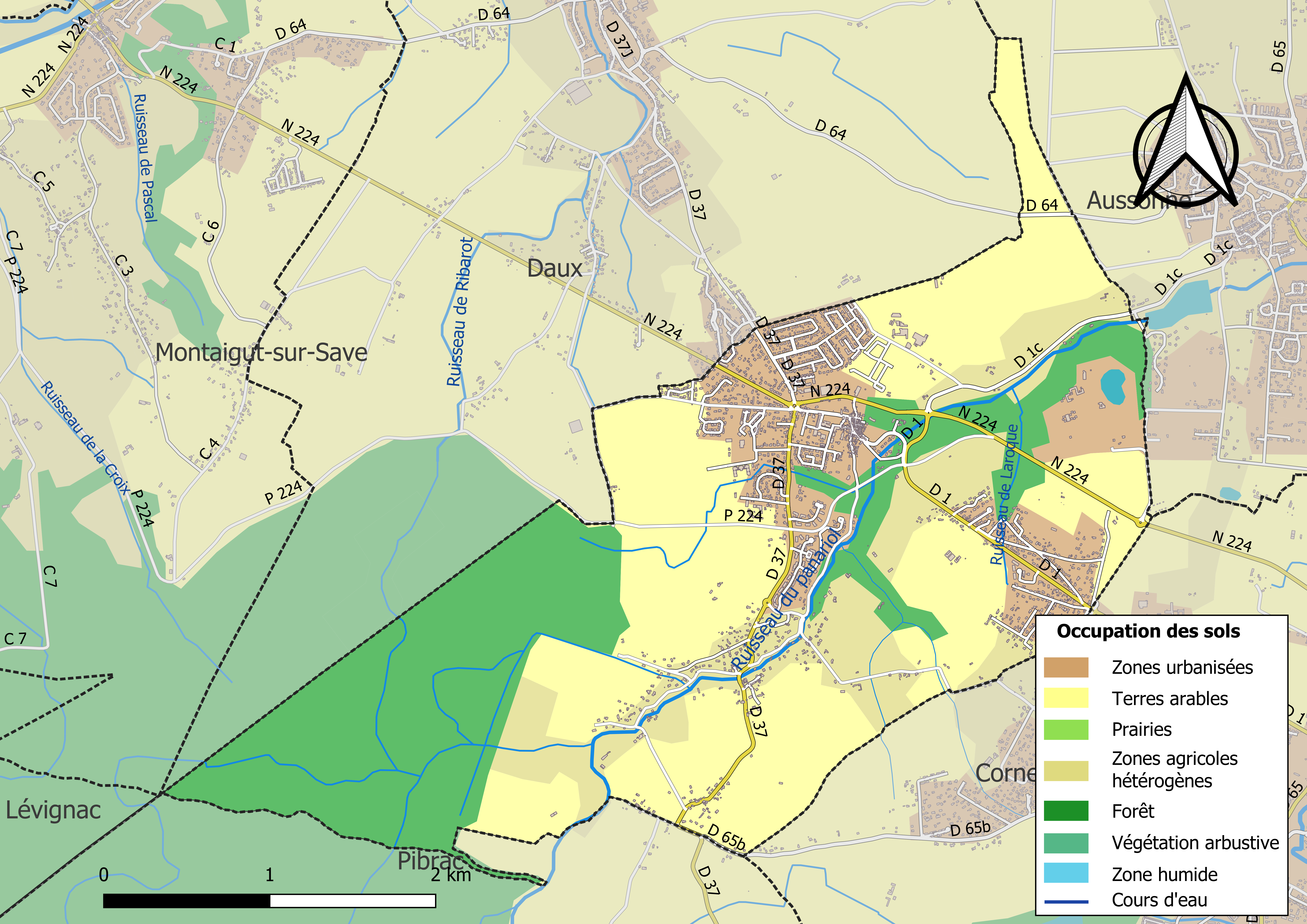
Carte des infrastructures et de l'occupation des sols de la commune en 2018 (CLC).

L'occupation des sols de la commune, telle qu'elle ressort de la base de données européenne d’occupation biophysique des sols Corine Land Cover (CLC), est marquée par l'importance des territoires agricoles (50,3 % en 2018), en diminution par rapport à 1990 (64,6 %). La répartition détaillée en 2018 est la suivante : 
terres arables (45 %), forêts (28,7 %), zones urbanisées (18,6 %), zones agricoles hétérogènes (5,3 %), espaces verts artificialisés, non agricoles (2,4 %). L'évolution de l’occupation des sols de la commune et de ses infrastructures peut être observée sur les différentes représentations cartographiques du territoire : la carte de Cassini (XVIIIe siècle), la carte d'état-major (1820-1866) et les cartes ou photos aériennes de l'IGN pour la période actuelle (1950 à aujourd'hui).

### Lieux-dits ou hameaux
Croix-d'Alliez, Les Cussecs

### Transports
La ligne 17 du réseau Tisséo relie le foyer rural de la commune à la station Andromède-Lycée du tramway de Toulouse, le TAD 118 relie la commune à la gare de Colomiers, en correspondance avec la ligne C en direction de Toulouse-Saint-Cyprien-Arènes, le TAD 120 relie la commune à la station Aéroconstellation du tramway de Toulouse, la ligne 369 du réseau Arc-en-Ciel relie le centre de la commune à la gare routière de Toulouse depuis Lasserre-Pradère, et la ligne 373 relie le centre de la commune à la gare routière de Toulouse également depuis Cadours.

### Risques majeurs
Le territoire de la commune de Mondonville est vulnérable à différents aléas naturels : météorologiques (tempête, orage, neige, grand froid, canicule ou sécheresse), feux de forêts et séisme (sismicité très faible). Un site publié par le BRGM permet d'évaluer simplement et rapidement les risques d'un bien localisé soit par son adresse soit par le numéro de sa parcelle.
Un plan départemental de protection des forêts contre les incendies a été approuvé par arrêté préfectoral du 25 septembre 2006. Mondonville est exposée au risque de feu de forêt du fait de la présence sur son territoire du massif de Bouconne. Il est ainsi défendu aux propriétaires de la commune et à leurs ayants droit de porter ou d’allumer du feu dans l'intérieur et à une distance de 200 mètres des bois, forêts, plantations, reboisements ainsi que des landes. L’écobuage est également interdit, ainsi que les feux de type méchouis et barbecues, à l’exception de ceux prévus dans des installations fixes (non situées sous couvert d'arbres) constituant une dépendance d'habitation,.

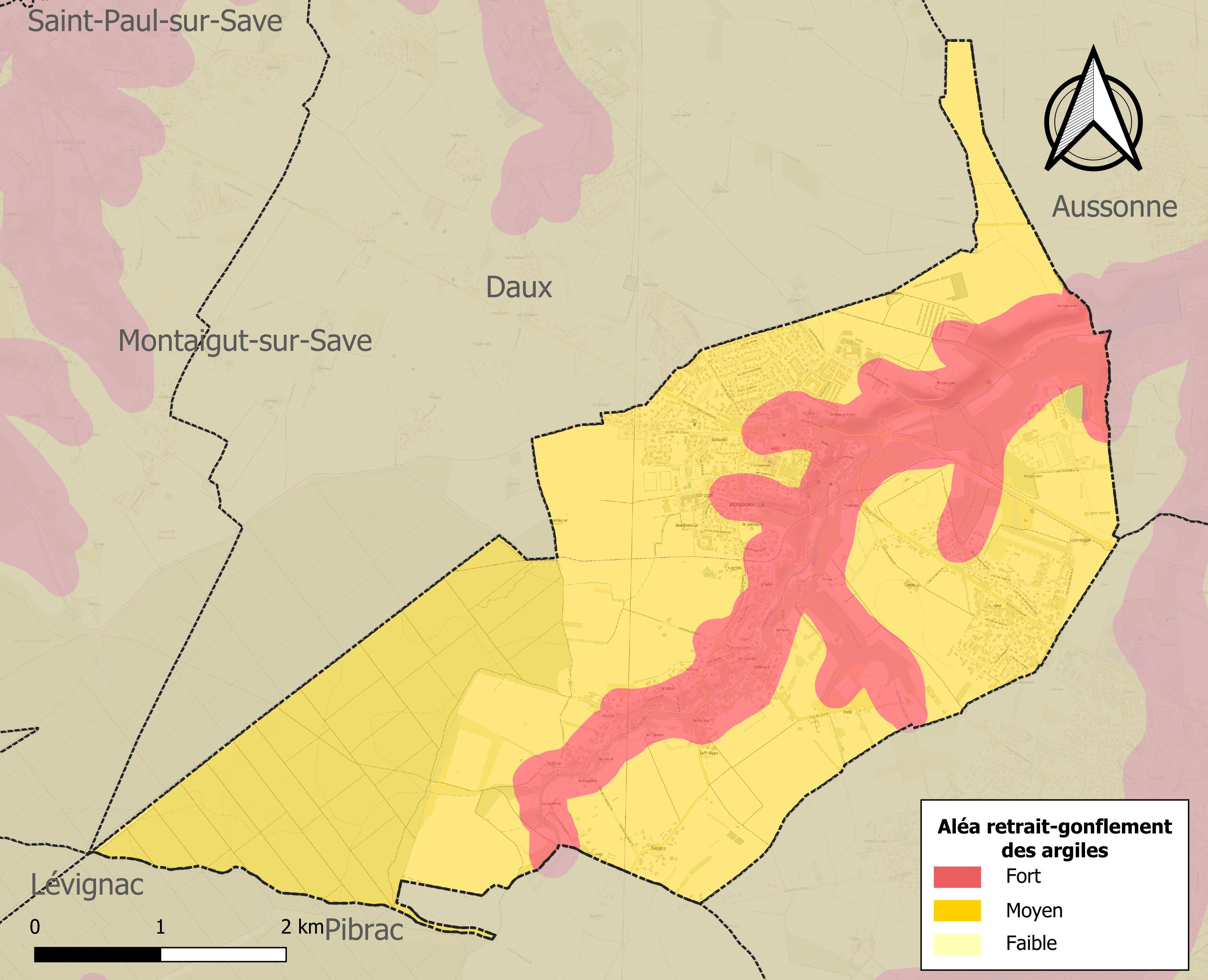
Carte des zones d'aléa retrait-gonflement des sols argileux de Mondonville.

Le retrait-gonflement des sols argileux est susceptible d'engendrer des dommages importants aux bâtiments en cas d’alternance de périodes de sécheresse et de pluie. La totalité de la commune est en aléa moyen ou fort (88,8 % au niveau départemental et 48,5 % au niveau national). Sur les 1 352 bâtiments dénombrés sur la commune en 2019, 1 352 sont en aléa moyen ou fort, soit 100 %, à comparer aux 98 % au niveau départemental et 54 % au niveau national. Une cartographie de l'exposition du territoire national au retrait gonflement des sols argileux est disponible sur le site du BRGM,.
Par ailleurs, afin de mieux appréhender le risque d’affaissement de terrain, l'inventaire national des cavités souterraines permet de localiser celles situées sur la commune.
Concernant les mouvements de terrains, la commune a été reconnue en état de catastrophe naturelle au titre des dommages causés par la sécheresse en 1996, 2003, 2017 et 2020 et par des mouvements de terrain en 1999.

## Toponymie
Le nom de la localité est attesté sous les formes Mondonvilla en 1289.
La forme ancienne du XIIIe siècle permet de rapprocher ce Mondonville de Mondonville-Saint-Jean (Eure-et-Loir, Mondonvilla Santi Joannis vers 1250),.
Il s'agit d'un toponymique en -ville, dont le sens premier est villa, « domaine rural ».
Remarque : Ville, ancien français vile, est une forme d'oïl et résulte d'une francisation de la forme d'oc originelle vila, face aux plus courants vièla ou viàla (terminaison en -viele, -fielle, etc.). En effet, dans la région toulousaine -vièla (gascon) ou viàla (languedocien) a souvent fait place à -ville, alors qu'ailleurs en Gascogne et en Languedoc, il peut être francisé de manière partielle (voir par exemple : Endoufielle, Endofièla en occitan gascon).
Le premier élément Mondon- représente un anthroponyme germanique, comme c'est généralement le cas dans les formations en -ville (comme premier élément, les adjectifs romans sont rares et les appellatifs romans rarissimes). Il s'agit dans ce cas du nom de personne germanique Mundo (latinisé souvent en Mundus dans les textes) et qui est un élément bien attesté dans l'anthroponymie médiévale du Sud-Ouest, y compris le nord de l'Espagne (Monderico, Mondoi, Mundellus, Mundila, Mundildus, Mundinus, etc.). La terminaison -on s'explique par le cas régime roman.

## Histoire
Du fait de sa position et de sa situation géographique, Mondonville a été le lieu d’une multitude de campements humains, dont des campements primitifs qui ont laissé de nombreuses preuves (outils de pierre taillée). Des fouilles préventives, lors du tracé routier de l’itinéraire à grand gabarit (lié à la production de l’Airbus A380), ont permis de mettre en évidence dans la commune un site acheuléen au lieudit Labadie.
Mondonville n’est mentionné qu’à partir du Moyen Âge. Selon d’anciens parchemins, ce village était l’une des possessions de Guillaume III Taillefer, Comte de Toulouse et fils de Pons, Comte d’Albigeois. Gervaise Taillefer, la fille de Guillaume III Taillefer, épouse vers 1040 Aton Jourdain de l’Isle, lui apportant en dot la seigneurie de Mondonville, Daux et plusieurs autres territoires.
Elle passe ensuite, avec les biens des Jourdain, à Jean Bourbon, Comte de Clermont, puis aux d’Armagnac. En 1526, la terre de Mondonville est apportée en dot par Rose d’Armagnac à son mari Gaspard de Villemur. Bertrand de Villemur vend Mondonville à Guy du Faur de Pibrac. La Seigneurie est ensuite vendue en 1620 par Michel du Faur de Pibrac à Charles de Turle dont l’épouse est plus connue sous le nom de « Madame de Mondonville ». En 1698, les membres de la famille d’Alliez puis, en 1757, ceux des Valentin du Bourg, deviennent à leur tour Seigneurs de Mondonville.
En 1934 une réunion de 400 carlistes se tint en présence d’Alphonse Charles de Bourbon dans la commune sur la propriété du légitimiste Joseph du Bourg.

## Héraldique
| Blason de Mondonville | Blason  | Taillé au 1) d’azur chargé de la lettre capitale italique M mouvant des bords de l’écu et de la partition, au 2) de gueules à la croix cléchée, vidée et pommetée de douze pièces d’or ; au filet en barre et à la filière du même brochant sur le tout. |
| Blason de Mondonville | Détails | Le statut officiel du blason reste à déterminer. |

## Politique et administration

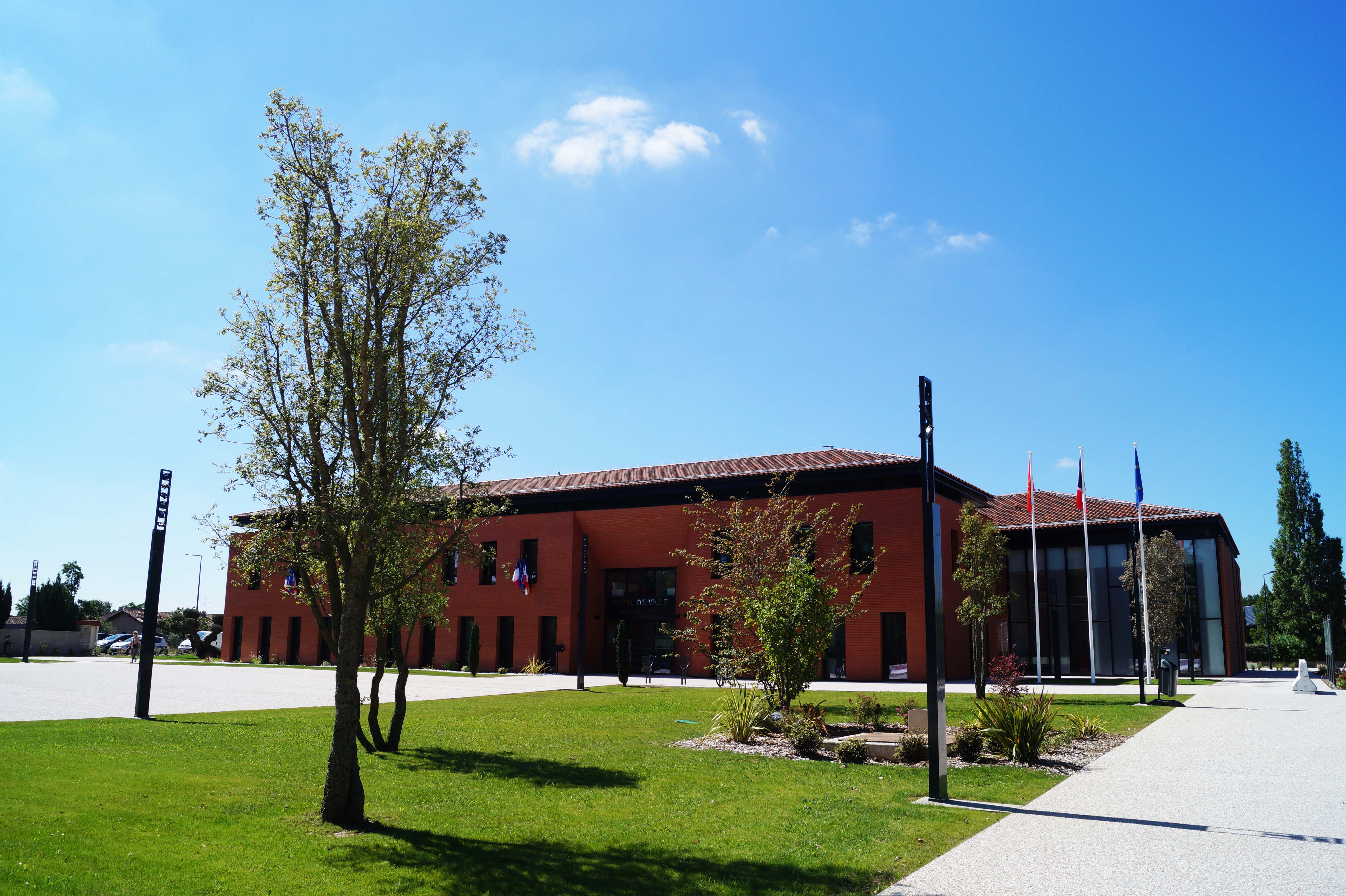
Hôtel de ville

### Administration municipale
Le nombre d'habitants au recensement de 2017 étant compris entre 3 500 habitants et 4 999 habitants, le nombre de membres du conseil municipal pour l'élection de 2020 est de vingt-sept,.

### Rattachements administratifs et électoraux
Commune faisant partie de la première circonscription de la Haute-Garonne, de Toulouse Métropole et du canton de Blagnac.

### Liste des maires
| Période                                  | Période  | Identité                | Étiquette | Qualité                       |
| ---------------------------------------- | -------- | ----------------------- | --------- | ----------------------------- |
| Les données manquantes sont à compléter. |          |                         |           |                               |
| 1919                                     | 1925     | Ernest Pouges           |           |                               |
| 1925                                     | 1941     | Jean-Pierre Mesple      |           |                               |
| 1941                                     | 1944     | Pierre Campistron       |           |                               |
| 1944                                     | 1945     | Pierre Cazarre          |           |                               |
| 1945                                     | 1946     | Jean-Pierre Mesple      |           |                               |
| 1946                                     | 1953     | Pierre Cazarre          |           |                               |
| 1953                                     | 1971     | Alexis Lasbats          |           |                               |
| 1971                                     | 1989     | Henri Campistron        | PS        |                               |
| 1989                                     | 1995     | Gérard Dournes          | PS        |                               |
| 1995                                     | 2001     | Gérard Campistron       | RPR       | Professeur des universités    |
| 2001                                     | 2020     | Edmond Desclaux         | PRG       | Retraité                      |
| 2020                                     | En cours | Véronique Barraqué-Onno | SE-DVG    | Ancienne directrice de crèche |

## Population et société

### Démographie
L'évolution du nombre d'habitants est connue à travers les recensements de la population effectués dans la commune depuis 1793. Pour les communes de moins de 10 000 habitants, une enquête de recensement portant sur toute la population est réalisée tous les cinq ans, les populations de référence des années intermédiaires étant quant à elles estimées par interpolation ou extrapolation. Pour la commune, le premier recensement exhaustif entrant dans le cadre du nouveau dispositif a été réalisé en 2005.

En 2022, la commune comptait 6 003 habitants, en évolution de +32,2 % par rapport à 2016 (Haute-Garonne : +8,02 %, France hors Mayotte : +2,11 %).
| 1793 | 1800 | 1806 | 1821 | 1831 | 1836 | 1841 | 1846 | 1851 |
| ---- | ---- | ---- | ---- | ---- | ---- | ---- | ---- | ---- |
| 462  | 458  | 531  | 535  | 597  | 658  | 664  | 685  | 685  |

| 1856 | 1861 | 1866 | 1872 | 1876 | 1881 | 1886  | 1891 | 1896 |
| ---- | ---- | ---- | ---- | ---- | ---- | ----- | ---- | ---- |
| 662  | 691  | 643  | 587  | 530  | 519  | 1 198 | 555  | 509  |

| 1901 | 1906 | 1911 | 1921 | 1926 | 1931 | 1936 | 1946 | 1954 |
| ---- | ---- | ---- | ---- | ---- | ---- | ---- | ---- | ---- |
| 473  | 450  | 461  | 381  | 430  | 408  | 395  | 396  | 454  |

| 1962 | 1968 | 1975  | 1982  | 1990  | 1999  | 2005  | 2006  | 2010  |
| ---- | ---- | ----- | ----- | ----- | ----- | ----- | ----- | ----- |
| 525  | 643  | 1 029 | 1 245 | 1 366 | 1 900 | 2 568 | 2 689 | 4 236 |

| 2015  | 2020  | 2022  | - | - | - | - | - | - |
| ----- | ----- | ----- | - | - | - | - | - | - |
| 4 521 | 5 483 | 6 003 | - | - | - | - | - | - |

| selon la population municipale des années : | 1968 | 1975 | 1982 | 1990 | 1999 | 2006 | 2009 | 2013 |
| Rang de la commune dans le département      | 128  | 86   | 87   | 97   | 86   | 68   | 52   | 48   |
| Nombre de communes du département           | 592  | 582  | 586  | 588  | 588  | 588  | 589  | 589  |

### Enseignement
Mondonville fait partie de l'académie de Toulouse.
L'éducation est assurée sur la commune par l'école maternelle Jules Verne et l'école élémentaire Caroline Aigle.
Le collège Léon Blum et le lycée Victor Hugo sont situés dans la commune voisine de Colomiers.

### Culture et festivité
Bibliothèque, salle des fêtes

### Activités sportives
Pétanque, football, tennis,

#### Équipement sportif
Boulodrome, deux terrains de football, quatre terrains de tennis, une aire multisports,

### Écologie et recyclage
La collecte et le traitement des déchets des ménages et des déchets assimilés ainsi que la protection et la mise en valeur de l'environnement se font dans le cadre de Toulouse Métropole.

## Économie

### Revenus
En 2018  (données Insee publiées en septembre 2021), la commune compte 2 088 ménages fiscaux, regroupant 4 821 personnes. La médiane du revenu disponible par unité de consommation est de 24 450 € (23 140 € dans le département). 63 % des ménages fiscaux sont imposés (55,3 % dans le département).

### Emploi
|                | 2008  | 2013  | 2018  |
| -------------- | ----- | ----- | ----- |
| Commune        | 5,9 % | 8,2 % | 8,5 % |
| Département    | 7,7 % | 9,6 % | 9,3 % |
| France entière | 8,3 % | 10 %  | 10 %  |

En 2018, la population âgée de 15 à 64 ans s'élève à 3 321 personnes, parmi lesquelles on compte 85,7 % d'actifs (77,1 % ayant un emploi et 8,5 % de chômeurs) et 14,3 % d'inactifs,. Depuis 2008, le taux de chômage communal (au sens du recensement) des 15-64 ans est inférieur à celui de la France et du département.
La commune fait partie de la couronne de l'aire d'attraction de Toulouse, du fait qu'au moins 15 % des actifs travaillent dans le pôle,. Elle compte 601 emplois en 2018, contre 676 en 2013 et 421 en 2008. Le nombre d'actifs ayant un emploi résidant dans la commune est de 2 580, soit un indicateur de concentration d'emploi de 23,3 % et un taux d'activité parmi les 15 ans ou plus de 74,5 %.
Sur ces 2 580 actifs de 15 ans ou plus ayant un emploi, 247 travaillent dans la commune, soit 10 % des habitants. Pour se rendre au travail, 89,4 % des habitants utilisent un véhicule personnel ou de fonction à quatre roues, 2,8 % les transports en commun, 5,4 % s'y rendent en deux-roues, à vélo ou à pied et 2,4 % n'ont pas besoin de transport (travail au domicile).

### Activités hors agriculture

#### Secteurs d'activités
276 établissements sont implantés  à Mondonville au 31 décembre 2019. Le tableau ci-dessous en détaille le nombre par secteur d'activité et compare les ratios avec ceux du département,.
| Secteur d'activité                                                                                        | Commune | Commune | Département |
| Secteur d'activité                                                                                        | Nombre  | %       | %           |
| --- | ------- | ------- | ----------- |
| Ensemble                                                                                                  | 276     | 100 %   | (100 %)     |
| Industrie manufacturière, industries extractives et autres                                                | 14      | 5,1 %   | (5,7 %)     |
| Construction                                                                                              | 41      | 14,9 %  | (12 %)      |
| Commerce de gros et de détail, transports, hébergement et restauration                                    | 69      | 25 %    | (25,9 %)    |
| Information et communication                                                                              | 9       | 3,3 %   | (4,1 %)     |
| Activités financières et d'assurance                                                                      | 5       | 1,8 %   | (3,8 %)     |
| Activités immobilières                                                                                    | 5       | 1,8 %   | (4,2 %)     |
| Activités spécialisées, scientifiques et techniques et activités de services administratifs et de soutien | 56      | 20,3 %  | (19,8 %)    |
| Administration publique, enseignement, santé humaine et action sociale                                    | 43      | 15,6 %  | (16,6 %)    |
| Autres activités de services                                                                              | 34      | 12,3 %  | (7,9 %)     |

Le secteur du commerce de gros et de détail, des transports, de l'hébergement et de la restauration est prépondérant sur la commune puisqu'il représente 25 % du nombre total d'établissements de la commune (69 sur les 276 entreprises implantées  à Mondonville), contre 25,9 % au niveau départemental.

#### Entreprises et commerces
Les cinq entreprises ayant leur siège social sur le territoire communal qui génèrent le plus de chiffre d'affaires en 2020 sont : 
- Soltis, recherche-développement en biotechnologie (21 757 k€)
- Difradis, supermarchés (16 354 k€)
- Etude Technique Realisation Batiment, construction d'autres bâtiments (6 198 k€)
- Innolea, activités spécialisées, scientifiques et techniques diverses (3 488 k€)
- ND Fondations, autres travaux spécialisés de construction (1 181 k€)

### Agriculture
La commune est dans les « Coteaux du Gers », une petite région agricole occupant une partie nord-ouest du département de la Haute-Garonne, caractérisée par une succession de coteaux peu accidentés, les surfaces cultivées étant entièrement dévolues aux grandes cultures. En 2020, l'orientation technico-économique de l'agriculture  sur la commune est la polyculture et/ou le polyélevage.
|               | 1988 | 2000 | 2010 | 2020 |
| ------------- | ---- | ---- | ---- | ---- |
| Exploitations | 16   | 14   | 12   | 11   |
| SAU (ha)      | 849  | 697  | 447  | 411  |

Le nombre d'exploitations agricoles en activité et ayant leur siège dans la commune est passé de 16 lors du recensement agricole de 1988  à 14 en 2000 puis à 12 en 2010 et enfin à 11 en 2020, soit une baisse de 31 % en 32 ans. Le même mouvement est observé à l'échelle du département qui a perdu pendant cette période 57 % de ses exploitations,. La surface agricole utilisée sur la commune a également diminué, passant de 849 ha en 1988 à 411 ha en 2020. Parallèlement la surface agricole utilisée moyenne par exploitation a baissé, passant de 53 à 37 ha.

## Culture locale et patrimoine

### Patrimoine religieux

#### Église Saint-Pierre-aux-Liens
L'église paroissiale dédié à saint Pierre aux liens est mentionnée dans les textes dès le début du XIIe siècle. Actuellement[Quand ?], il ne reste rien de ce premier sanctuaire. La reconstruction de l’église avec son clocher pignon date du XVIe siècle. Elle est réalisée dans le style néo-gothique qui s'épanouit au milieu du XIXe siècle. Le traditionnel clocher-mur disparaît au profit d'un clocher-tour plus conforme et plus caractéristique du gothique du Nord. Seul, le mur côté cimetière conserve quelques éléments cintrés qui rappellent l'origine de l'édifice. Ce fut jusqu'à la Révolution une annexe de la paroisse de Daux. Les Dominicains possédaient avant 1789 de grands domaines dans les territoires de Cornebarrieu et de Mondonville.

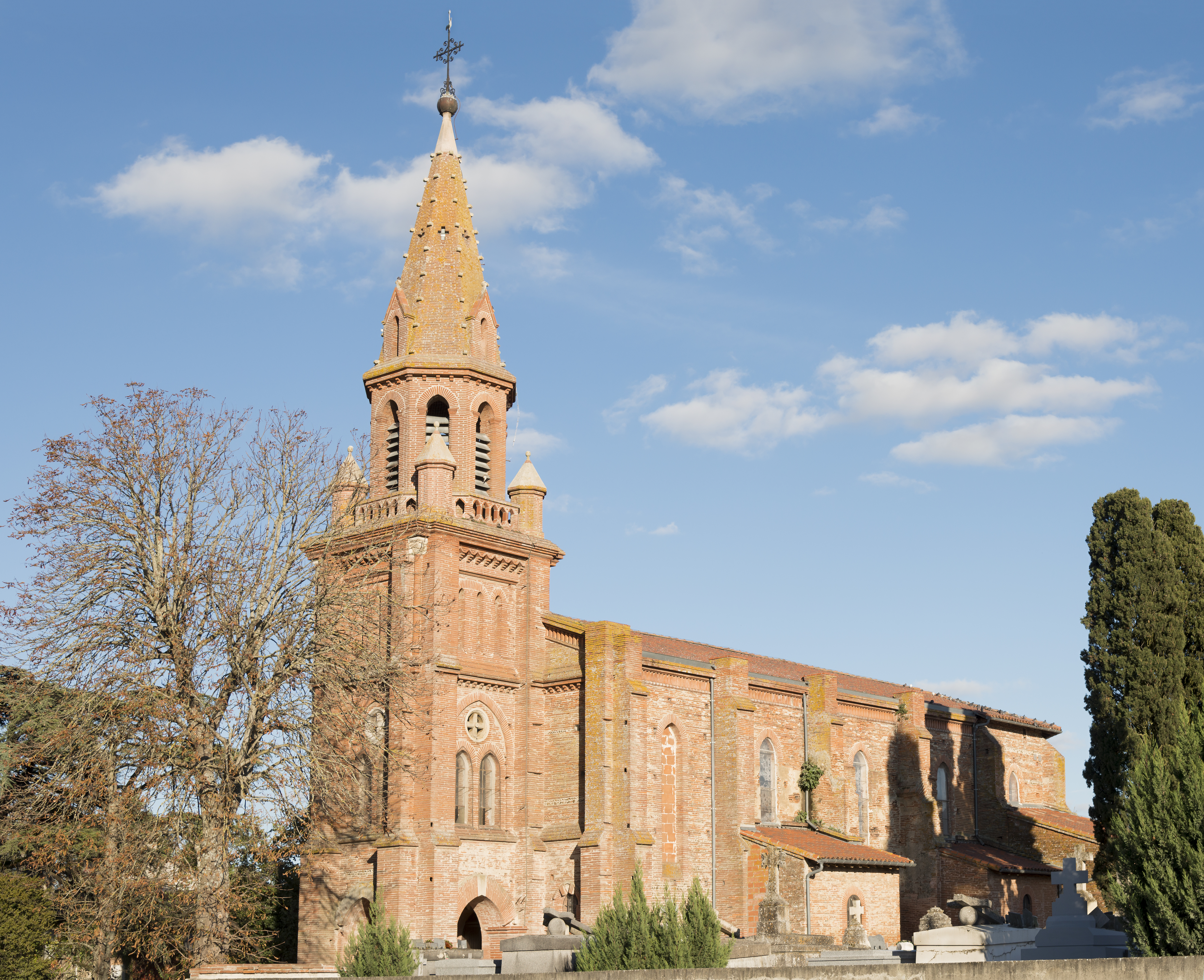
Église Saint-Pierre-ès-Liens.
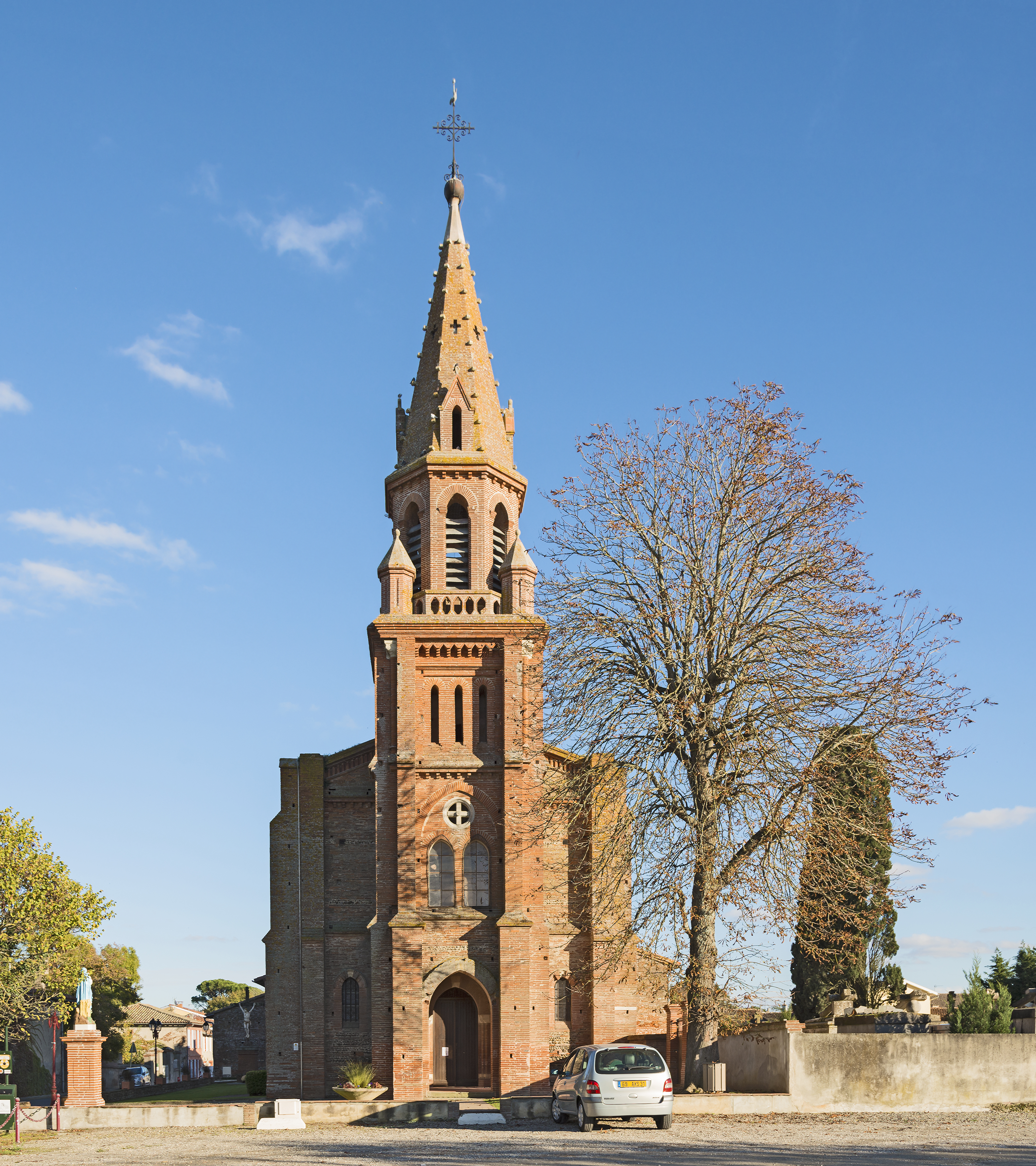
La façade et le clocher.

#### Notre-Dame-des-Champs
Cette statue témoigne de l’organisation d’une mission à Mondonville en 1875. Cette Vierge à l’enfant révèle un choix original qu’il faudrait rapprocher de la mise à l’honneur de l’Immaculée Conception consécutive aux apparitions de Lourdes. Mais cette représentation s’intègre également au vécu des agriculteurs qui constitue l’essentiel de la population de Mondonville à la fin du XIXe siècle. Si l’apparition de la Vierge portant l’Enfant est conforme à la tradition, elle est entourée de symboles qui caractérisent le milieu rural, soit un faisceau d’épis de blé, des fleurs et des fruits.

### Patrimoine civil

#### Tour de l’horloge
Afin d’obtenir un bureau de poste télégraphe, la commune devait posséder une horloge. Le curé de l’époque ayant refusé de la fixer contre le mur de l’église, la commune qui n’a pas d’autre monument public approprié, décide alors de construire une tour au centre de la place du village. De forme octogonale, cette tour-horloge de briques rouges est construite vers 1852 par le maçon Rives de Mondonville. Son sommet comporte une cloche ainsi qu’une girouette.

#### Château de la Tour
Du château principal de Mondonville dit « château de la Tour », il ne reste aujourd’hui que quelques vestiges : les deux tours qui marquaient l’entrée fortifiée (celle de droite présente un arc brisé et la fente d’emplacement d’une herse coulissante) et une partie des remparts. Cette forteresse médiévale comprenait un donjon imposant (12m de large et 35m de haut). Elle était entourée d’une enceinte et d’un fossé profond, auprès duquel se groupaient les maisons du village.

#### Château Vigneaux
Le château Vigneaux est une maison caractérisée par une grande galerie en bois qui court le long de la façade principale et comprend un promenoir à l’étage. Il est situé de l’autre côté du ruisseau du Gajea, par rapport au château principal. Son nom évoque un territoire planté de vignes.

#### Château du Colombé (ou Colomé)
Cette grande propriété agricole doit son nom à la tour centrale de l’édifice qui servait de pigeonnier. Le Colombé est au XVIIIe siècle la propriété des Dominicains de Toulouse qui possèdent à Mondonville 135 arpents de terre, pour lesquels ils s’acquittent de taxes au Seigneur de Mondonville.

#### Ancien hôtel de ville
Ce bâtiment abritait auparavant l'école des garçons. L’école des filles se situait à l’emplacement de l'ancienne salle du conseil face à la poste.

#### Le rempart
Le mur appelé par les habitants de Mondonville « le rempart » est un mur de soutènement construit pour maintenir les maisons situées au-dessus. Il fait, par endroits, jusqu’à trois mètres d’épaisseur et renforce une quinzaine de maisons.

#### Pigeonnier
Cet édifice date du début du XIXe siècle. Sa forme évoque les tours des demeures seigneuriales de l’ancien régime, symbole de puissance et de pouvoir. La toiture très répandue, appelée « pied de mulet » présente un décrochement au niveau duquel sont situés les trous d’accès des pigeons.

#### Borne de la Croix d’Alliez
Cette borne de pierre, encore visible a été placée à l’époque de la guerre de Cent Ans. Elle est située en limite de Cornebarrieu et Mondonville. Elle délimitait la frontière entre la Guyenne (sur la face ouest) et le Languedoc (sur la face est). La borne comprend l’inscription « 1690 toise Languedoc-Guyenne » (une toise = 1,949 mètre). La pierre conserve également des traces de scellement qui accréditent l’existence d’une croix sur la partie haute. Cette croix aurait disparu au moment des guerres de religion, origine du nom du lieu-dit la Croix d’Alliez.

### Personnalités liées à la commune
- Famille Alies
- Alphonse Charles de Bourbon
- Louis Andral, vétérinaire microbiologiste français, organisateur des programmes de lutte contre la rage, en Éthiopie, à l'Institut Pasteur d'Addis-Abeba, puis en France où il créa le Centre d'études sur la rage, à Malzéville près de Nancy, qui est à l'origine de l'éradication de la rage vulpine en France. Il meurt à Mondonville en 2004.

## Pour approfondir